# Schule Von-Witzleben-Allee 4
Die Schule Von-Witzleben-Allee 4 in Hude wurde im 19. Jahrhundert gebaut.
Das Haus wird heute als regioVHS Kreativzentrum genutzt.
Das Gebäude steht unter Denkmalschutz (siehe auch Liste der Baudenkmale in Hude (Oldenburg)).

## Geschichte
Das Kloster Hude war von 1232 bis 1536 (nach der Reformation) in Hude eine ehemalige Zisterzienserabtei, das als Ruine erhalten ist.

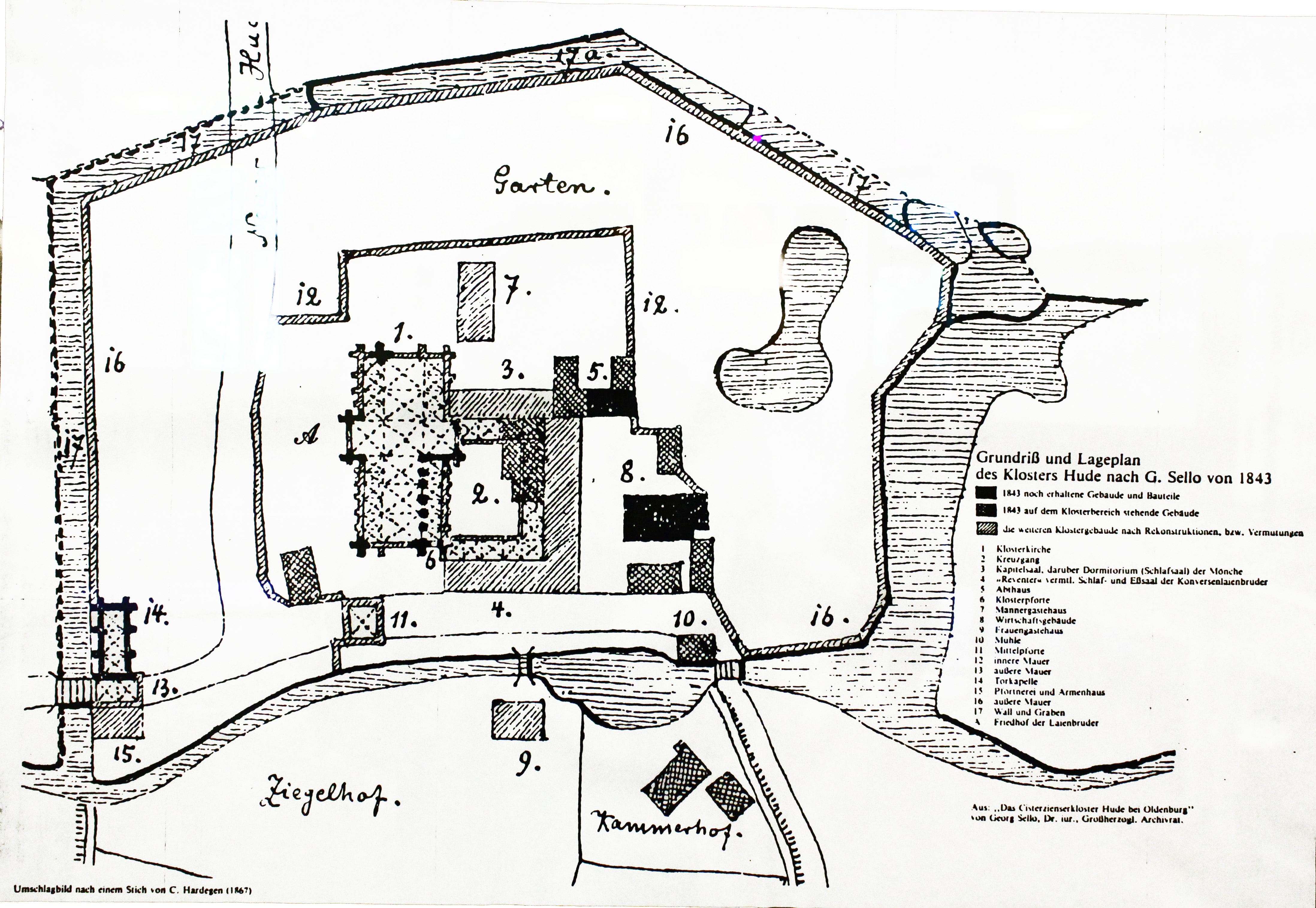
Unter Nr. 10

Das eingeschossige neunachsige verklinkerte traufständige historisierende Gebäude auf dem Klosterareal mit Krüppelwalmdach, etwas nach links versetztem Eingang und etwas nach rechts versetztem Dachhaus sowie segmentbogigen Fenstern und Tür stammt von 1838. Die Schule wurde 1879 erweitert. Später war hier ein Jugendheim untergebracht, heute die Volkshochschule.
Hinter dem Schulgebäude steht das Lehrerwohnhaus von 1906. Östlich stehen das Museum Kloster Hude, das Herrenhaus bzw. Abtshaus, die Klosterschänke und die Klostermühle Hude (Galerie).
Das Niedersächsische Landesamt für Denkmalpflege befand: „… die ehemalige Schule … hat eine geschichtliche … Bedeutung …“